# Adam Smith Institute
Das Adam Smith Institute ist ein 1977 gegründeter britischer Think Tank mit Hauptsitz in London. Er ist benannt nach Adam Smith. Nach eigenen Aussagen setzt sich das ASI für freie Märkte und den klassischen Liberalismus ein.

## Allgemeines
Unter den britischen Denkfabriken gilt das ASI als eines der marktradikalen Institute. Im Jahr 1990 behaupteten ASI-Vertreter, dass 100 ihrer Politikvorschläge von der britischen Regierung von Margaret Thatcher umgesetzt wurden. Nach unabhängigen Einschätzungen hatte das ASI jedoch selbst wenig Erfahrung in der Umsetzung von Politik. Während der Amtszeit von John Major behaupteten ASI-Vertreter, dass die Regierungsinitiative der Citizens Charter vom ASI stamme. Ende der 1990er entwickelte sich das Adam Smith Institute zu einem beliebten Ausrichtungsort für Reden der New-Labour-Minister. Während der Amtszeit von Tony Blair berieten ASI-Experten auch die Regierung der Labour-Partei.
Das Adam Smith Institute wurde von Hywel Williams beschrieben, sich den „halbgaren Intellektualismus“ der konservativen Partei in den 1980er und 1990er Jahren angeeignet und unterstützt zu haben.

### Bücher
- Madsen Pirie: Think tank – The Story of the Adam Smith Institute, London: Biteback, 2012. ISBN 978-1-84954-184-8

### Wissenschaftliche Aufsätze
- Andrew Denham/Mark Garnett: Influence without Responsibility? Think-Tanks in Britain, in: Parliamentary Affairs, Jg. 52 (1999), Nr. 1, S. 46–57.
- Richard Heffernan: ‘Blueprint for a revolution’? The politics of the Adam Smith institute, in: Contemporary British History, Jg. 10 (1996), Nr. 1, S. 73–87.
- Hartwig Pautz: The Think Tanks behind ‘Cameronism’, in: The British Journal of Politics and International Relations, Jg. 15 (2013), Nr. 3, S. 46–57.